# Saurita hilda
Saurita hilda là một loài bướm đêm thuộc phân họ Arctiinae. Loài này được Herbert Druce mô tả năm 1906. Loài này có ở Perú.